# Pagaronia praesul
Pagaronia praesul är en insektsart som beskrevs av Hayashi och Yoshida 1995. Pagaronia praesul ingår i släktet Pagaronia och familjen dvärgstritar. Inga underarter finns listade i Catalogue of Life.